# 鈴木義兼
鈴木 義兼（すずき よしかね、? - 天正17年5月2日〈1589年6月14日〉?）は、安土桃山時代の人物。仮名は孫市郎。雑賀衆の鈴木氏の一族で鈴木重秀の兄弟との推測もあるが、異説もある。

## 概要
義兼に関する同時代史料はほぼ皆無で、平井の蓮乗寺や西本願寺岡崎御坊にある墓碑からその名が知られる。蓮乗寺の墓碑には「雑賀住平井孫市郎藤原義兼」とあり、岡崎御坊の墓碑には「平井住鈴木孫市郎義兼」とある。
義兼が住んだという平井は雑賀衆の鈴木孫一重秀が本拠とした場所であり、鈴木という名字からも義兼はその一族であると推測される。一族内の立場について、作家の神坂次郎は重秀の長兄、鈴木眞哉も重秀の兄弟であると推定。鈴木は義兼について、募兵や兵站、各方面との調整などに当たって重秀を支え、天正10年（1582年）6月に重秀が雑賀から逃れた後は、別の名から孫市郎に名を改めて鈴木一族を統轄したものと推測している。
一方、武内善信は、墓碑にある義兼の本姓が「藤原」で鈴木孫一家が称した「穂積」でないことや、孫一家の通字の「重」でなく「義」の字を諱に使用していることから鈴木孫一家とは同族ではないとしている。
この他、墓碑に刻まれた人物は鈴木重秀のことで、重秀の死後しばらく経ってから建てられたため名前が不正確になったとも考えられる。
蓮乗寺の墓碑には「天保三年（1832年）壬辰五月上旬改」「当寺九世現住正因再建之」とあり、この時再建されたとされるが、「天正十七年（1589年）己丑五月二日」という日付も刻まれている。これについては墓碑が初めて建立された時、または義兼が死去した日であると考えられる。

## 関連作品
- 『信長の野望』シリーズ - 1994年発売の『天翔記』に鈴木義兼が登場[10]。2001年発売の『嵐世記』以降は、義兼に代わって鈴木重兼が登場している[10]。義兼と重兼はいずれも鈴木佐大夫の子という設定[10]。後年の作品では『天翔記』における重兼の顔グラフィックとして義兼のものが紹介されている[10][11][12][注釈 1]。